# Óvulo (botânica)

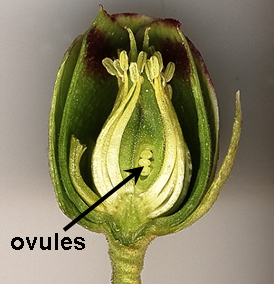
Localização dos óvulos no gineceu de uma flor de Helleborus foetidus.

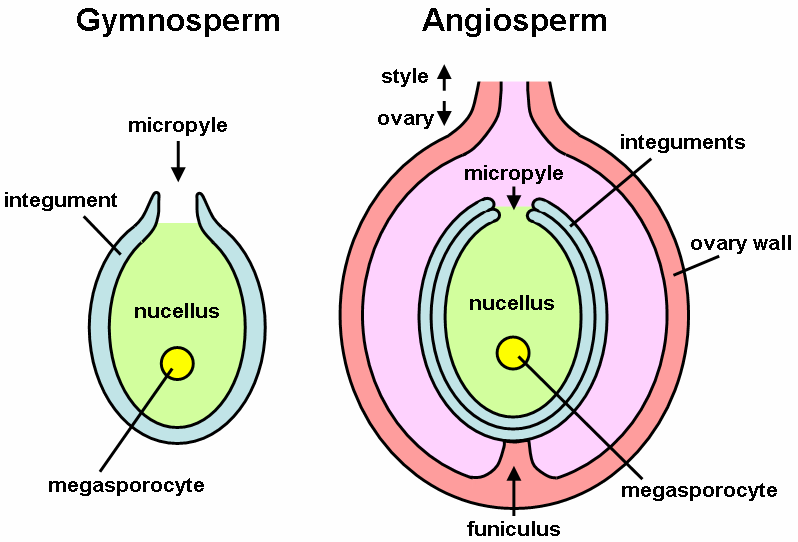
Esquema do óvulo de gimnospérmicas e angiospérmicas.

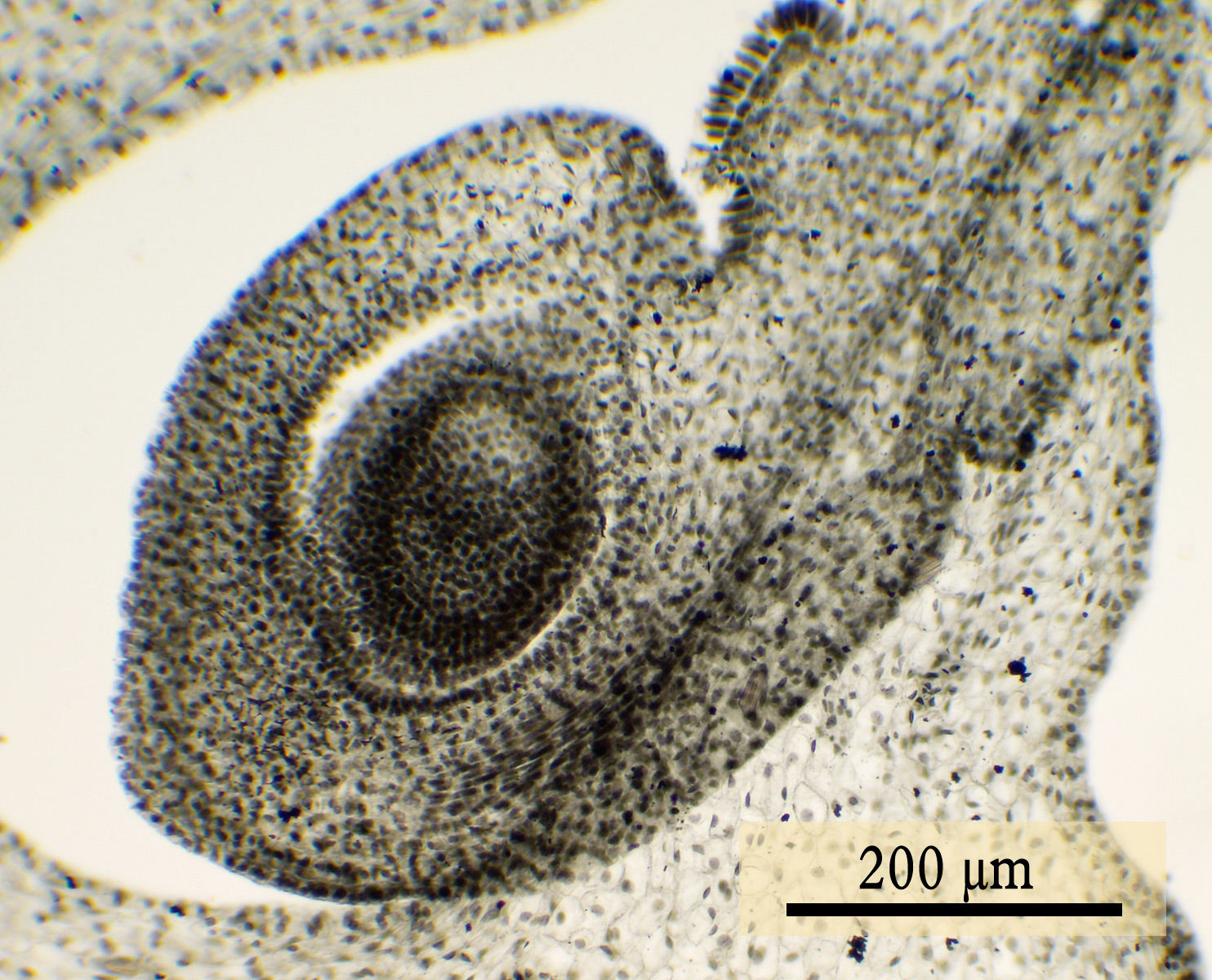
Fotomicrografia de um óvulo de monocotiledónea.

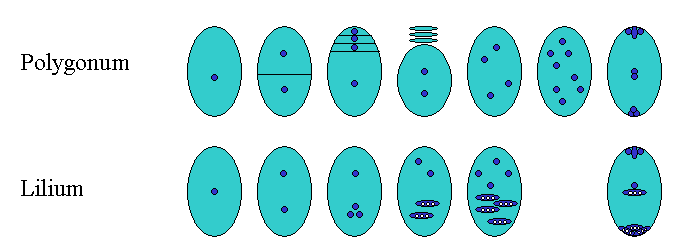
Formação do megagametófito nos géneros Polygonum e Lilium. Os núcleos triploides são mostrados como elipses com três pontos brancos. As primeiras três colunas mostram a meiose do megásporo, seguida de 1-2 mitoses.

Óvulo com megagametófito: oosfera (amarelo), células sinérgides (laranja), célula central com dois núcleos polares (verde-claro) e células antipodais (verde-escuro).

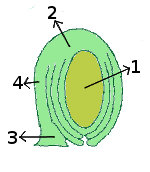
Estrutura de um óvulo anátropo (1: núcleo; 2: calaza; 3: funículo; 4: rafe).

O óvulo (ou rudimento seminal) é uma estrutura reprodutiva das plantas com semente (Spermatophyta) que dá origem e contém no seu interior as células reprodutivas femininas, e que, após a fecundação destas, origina a semente. A estrutura é constituída por três partes: (1) o tegumento, camada de protecção externa que envolve o óvulo; (2) a nucela, um tecido vegetal diploide remanescente do megasporângio que constitui o interior do óvulo, circundando o gametófito feminino; e (3) o megasporócito, o gametófito feminino formado a partir do megásporo haploide e que produz a oosfera destinado a ser fertilizado pelo pólen.
Nas angiospérmicas, a estrutura está inserida no ovário e contém o saco embrionário (massa no centro do óvulo que contém a oosfera, isto é o gâmeta feminino, os núcleos polares, as células sinérgides e as células antipodais), a que se juntam a nucela, o tegumento (que neste grupo de plantas é geralmente duplo), terminando numa calaza que através de um funículo liga o óvulo com a placenta.
Nas gimnospérmicas a estrutura é mais simples, com óvulos com um só tegumento directamente inseridos na superfície de uma escama ovulífera, o megasporófilo, que geralmente ocorre dentro de uma pinha (ou megastróbilo similar).

## Localização e inserção
Nas plantas com flor (angiospermas), o óvulo está localizado dentro de um ovário na porção da flor designada por gineceu. Nestas plantas, o ovário é assim a parte do gineceu que produz um ou mais óvulos e, após a polinização, evolui e transforma-se na parede do fruto. Os óvulos são ligados à placenta no interior do ovário por meio de uma estrutura semelhante a um pedúnculo, designada por funículo, que se insere numa calaza.
Nas gimnospermas, entre as quais as coníferas, os óvulos formam-se na superfície de uma escama ovulífera (portadora de óvulos), geralmente dentro de uma pinha (também designado por megastróbilo). Nos extintos pteridófitos com sementes, os óvulos surgiam na superfície das folhas. Nos clados mais recente desses taxa existe uma cúpula (um ramo modificado ou grupo de ramos) que circunda o óvulo (por exemplo, nos géneros Caytonia e Glossopteris).

## Desenvolvimento e estrutura do óvulo

### Desenvolvimento
Numa análise funcional, o óvulo das plantas parece ser um megasporângio rodeado por tegumentos. Os óvulos são inicialmente compostos de tecido materno diplóide, que inclui um megasporócito, ou seja uma célula que sofre posteriormente meiose para produzir megásporos. Os megásporos assim produzidos permanecem dentro do óvulo e dividem-se subsequentemente por mitose para produzir o gametófito feminino haplóide, geralmente designado por megagametófito, que também permanece dentro do óvulo. Os restos do tecido do megasporângio forma a nucela que circunda o megagametófito.
Os megagametófitos produzem arquegónios, que desapareceram nos grupos mais evoluídos, entre os quais as plantas com flor, mas que permanecem nos grupos basais, que por sua vez produzem oosferas, os gâmetas femininos.
Após a fertilização, o óvulo passa a conter um zigoto diplóide e, após o início da divisão celular, um embrião da próxima geração de esporófito. Nas plantas com flor, um segundo núcleo de esperma é fundido com outros núcleos no megagametófito formando um tecido tipicamente poliploide (frequentemente triplóide) designado por endosperma, que depois serve como alimento ao novo esporófito em desenvolvimento.

### Estrutura do óvulo
Tegumento
Um tegumento é uma camada protectora de células em redor do óvulo. As gimnospermas geralmente têm um único tegumento (logo os óvulos são unitegumentados), enquanto nas angiospermas em geral existem dois tegumentos (óvulos bitegumentados). A origem evolutiva do tegumento interno, que é parte integrante da formação dos óvulos no megasporângio, foi proposta como tendo evoluído a partir do fechamento de um megasporângio pela fusão de ramos estéreis (telomas). O género extinto Elkinsia, um táxon pré-ovulado, apresentava uma estrutura lobulada fundida ao terço inferior do megasporângio, com os lóbulos estendidos para cima em anel ao redor do megasporângio. Essa pode, por meio da fusão entre os lóbulos e entre a estrutura e o megasporângio, ter sido a estrutura que originou o tegumento interno.
A origem do segundo tegumento, o tegumento externo, permanece pouco clara, embora as cúpulas que continham as sementes de alguns pteridófitos com sementes extintos tenham sido apontadas como a origem mais provável daquela estrutura. Algumas angiospermas produzem tecido vascular no tegumento externo, cuja orientação sugere que a superfície externa é morfologicamente abaxial. Isso sugere que as cúpulas do tipo produzido pelos Caytoniales ou pelos Glossopteridales podem ter evoluído para o tegumento externo das angiospermas.
Quando o óvulo amadurece após a fertilização, os tegumentos endurecem e transformam-se na camada externa da semente, também designada por tegumento ou casca.
Micrópilo
Os tegumentos não envolvem o óvulo completamente, retendo num dos vértices uma abertura designada por micrópilo. A abertura que constitui o micrópilo permite que o pólen (um gametófito masculino) entre no óvulo para fertilização.
Nas gimnospermas (por exemplo, nas coníferas), o pólen é encaminhado para o óvulo por uma gota de fluido que exsudado para o exterior do micrópilo, o chamado mecanismo de «gota de polinização». Após completada a polinização, o micrópilo fecha.
Nas angiospermas, apenas o tubo polínico entra através do micrópilo, permitindo a fecundação. A estrutura mantém-se na semente e durante a germinação, a radícula da plântula emerge através do micrópilo.
Nucela
A nucela é parte da estrutura interna do óvulo, formando uma camada de células diplóides esporofíticas localizadas imediatamente dentro do tegumento mais interno. A nucela é estrutural e funcionalmente equivalente ao megasporângio dos pteridófitos. Em óvulos imaturos, a nucela contém no seu interior um megasporócito (célula-mãe de um megásporo), que sofre esporogénese via meiose durante o processo de maturação do óvulo.
Em algumas plantas, o tecido diplóide da nucela pode dar origem a um embrião no interior da semente por meio de um mecanismo de reprodução assexuada designado por embrionia nucelar (também designada por embrionia adventícia), um processo relativamente comum nos citrinos.
Megásporo
O megásporo ou macrosporo é o esporo feminino das espermatófitas, as plantas que produzem sementes, e corresponde à célula-mãe da oosfera. O megásporo forma-se por diferenciação celular por meiose no seio de uma estrutura designada por megasporócito. Esta meiose depende de um conjunto de mecanismos de regulação celular que visam garantir a integridade genética do megásporo, que no caso da espécie-modelo Arabidopsis thaliana, inclui a prévia expressão génica de genes que medeiam a reparação de DNA e a recombinação homóloga.
Nas gimnospermas, três dos quatro esporos  haplóides produzidos na meiose geralmente degeneram, deixando apenas um megásporo sobrevivente dentro da nucela.
Entre as angiospermas existe uma ampla gama de variação, resultado de ser diferente entre espécies o número e a posição dos megásporos sobreviventes. Entre estas plantas é também variável o número total de divisões celulares, bem como a ocorrência ou ausência de fusões nucleares, processo de que resulta variabilidade no número final de esporos e na posição e ploidia das células ou núcleos.
Apesar da variabilidade atrás apontada, existe entre as angiospermas um padrão comum de desenvolvimento do saco embrionário, designado por «padrão de maturação do tipo Polygonum, que inclui um único megásporo funcional seguido por três rodadas de mitose. Em alguns casos, no entanto, dois megásporos sobrevivem (por exemplo, nos géneros Allium e Endymion). Em alguns casos, todos os quatro megásporos sobrevivem, por exemplo, no tipo de desenvolvimento conhecido por «tipo Fritillaria» (ilustrado por Lilium na figura), não ocorrendo separação dos megásporos após a meiose, de que resulta a fusão dos núcleos para formar um núcleo triploide e um núcleo haplóide. O arranjo subsequente das células é semelhante ao padrão Polygonum, mas a ploidia dos núcleos é diferente.
Perisperma
Após a fertilização, a nucela pode-se desenvolver num tecido designado por perisperma, o qual persiste na fase de maturação da semente e serve posteriormente de alimenta ao embrião.
Saco embrionário
Exclusivamente no óvulo das angiospermas ocorre uma estrutura designada por saco embrionário na qual está inserido o «aparato filar», ou «aparato filiforme», um conjunto de células diferenciadas que permitem a dupla fertilização, processo que apenas ocorre neste grupo de plantas. Essas estruturas são as seguintes:
Células antipodais
No saco embrionário das angiospermas formam-se três células antipodais no extremo oposto ao micrópilo, junto ao vértice calazal do óvulo, que após a polinização degeneram. A designação de «antipodal» deriva de elas se situarem no vértice oposto àquele em que está a oosfera. 
Células sinérgides
Designam-se por células sinérgides, ou siplesmente sinérgides, as duas células das angiospermas que após a diferenciação celular do saco embrionário ladeiam a oosfera. Estas células estão envolvidas na produção de sinais bioquímicos que guiam o crescimento do tubo polínico em direcção à oosfera durante a polinização.
Núcleos polares
A grande célula central do saco embrionário das angiospermas contém dois núcleos polares cuja função consiste em suportar a redução cromossómica característica da meiose durante a fecundação da oosfera, participando nos mecanismos da dupla fertilização. Aquando da formação da semente esta célula dá origem ao endosperma.
Estruturas de placentação
No caso dos óvulos de angiospérmicas, que ocorrem no interior de um ovário ligados a uma estrutura placentar, ocorrem as seguintes estruturas:
Calaza
Localizada em posição oposta ao micrópilo, geralmente ocupando um dos vértices do óvulo, que por isso recebe a designação de «vértice calazal», está a calaza, uma estrutura fascicular que une a nucela ao tegumento (ou tegumentos, nos caso dos óvulos bitegmáticos). Os nutrientes da planta-mãe são transportados através do floema do sistema vascular para o funículo e para o tegumento externo e de lá são canalizados apoplasticamente e simplasticamente através da calaza até à nucela, distribuindo-se daí pelo interior do óvulo.
Nas plantas calazogâmicas, os tubos polínicos entram no óvulo através da calaza, em vez de o fazerem através da abertura do micrópilo.
Funículo
O funículo ovular é o órgão peduncular que suporta o óvulo, ligando a calaza à placenta. O funículo é formado por uma camada de tecido conjuntivo (estroma) em torno de feixes cribrovasculares que se ramificam ao nível da chalaza para alimentar o óvulo a partir dos tecidos da planta-mãe. Assim, para além das funções mecânicas de fixação do óvulo, o funículo garante a alimentação do óvulo.
No caso dos óvulos anátropos, os mais comuns entre as angiospermas, o funículo e a calaza e a calaza estão em lados opostos, sendo que o funículo soldado ao tegumento em torno do óvulo, formando um espessamento alongado designado por «rafe».

### Megagametófito
O megásporo haplóide situado dentro da nucela dá origem ao gametófito feminino, designado por megagametófito. O processo difere substancialmente entre as gimnospermas e as angiospermas.
Nas gimnospermas, o megagametófito consiste em cerca de 2 000 núcleos e forma arquegónios que produzem óvulos para fertilização.
Nas angiospermas, as plantas com flor, o megagametófito (também conhecido como saco embrionário) é muito menor e normalmente consiste em apenas sete células e oito núcleos. Este tipo de megagametófito desenvolve-se a partir do megásporo através três voltas sequenciais de divisão mitótica. Neste processo, a célula mais próxima da abertura do micrópilo diferencia-se na oosfera, ladeada por duas células sinérgides, estruturas que estão envolvidas na produção de sinais que orientam o tubo polínico. No extremo oposto do saco embrionário, na região contígua à calaza, formam-se três células antipodais que posteriormente degeneram. A grande célula central do saco embrionário contém dois núcleos polares, e após o processo de polinização evolui para a formação do endosperma.

### Zigoto, embrião e endosperma
No processo de polinização o tubo polínico insere dois núcleos espermáticos do pólen no óvulo. O processo subsequente é diferente nas gimnospermes e nas angiospermas.
Nas gimnospermas, a fertilização ocorre dentro do arquegónio produzido pelo gametófito feminino. Embora seja possível que vários óvulos estejam presentes e fertilizados, normalmente apenas um zigoto se desenvolve até atingir o estádio de embrião maduro, pois os recursos dentro da semente são limitados.
Nas angiospermas, as plantas com flor, um dos núcleos de esperma funde-se com o óvulo para produzir um zigoto, enquanto o outro se funde com os dois núcleos polares da célula central para dar origem ao endosperma poliplóide (tipicamente triploide). Esta fertilização dupla é exclusiva das plantas com flor, embora em alguns outros grupos a segunda célula espermática se funda com outra célula no megametófito para produzir um segundo embrião. A planta armazena nutrientes como amido, proteína e óleos no endosperma como uma fonte de alimento para o embrião em desenvolvimento e para a plântula, servindo uma função semelhante à da gema de ovos animais. O endosperma também é designado por albúmen da semente.

## Tipologia dos óvulos das angiospermas

### Tipos de gametófito
Os megagametófitos das plantas com flor podem ser descritos de acordo com o número de megásporos que atingem a fase final de desenvolvimento. A classificação mais comum é a seguinte:
- Monospórico — apenas um megásporo atinge pleno desenvolvimento;
- Bispórico  — dois megásporos atingem pleno desenvolvimento;
- Tetraspórico — quatro megásporos atingem pleno desenvolvimento, formando um tetrasporo;

### Tipos de óvulo

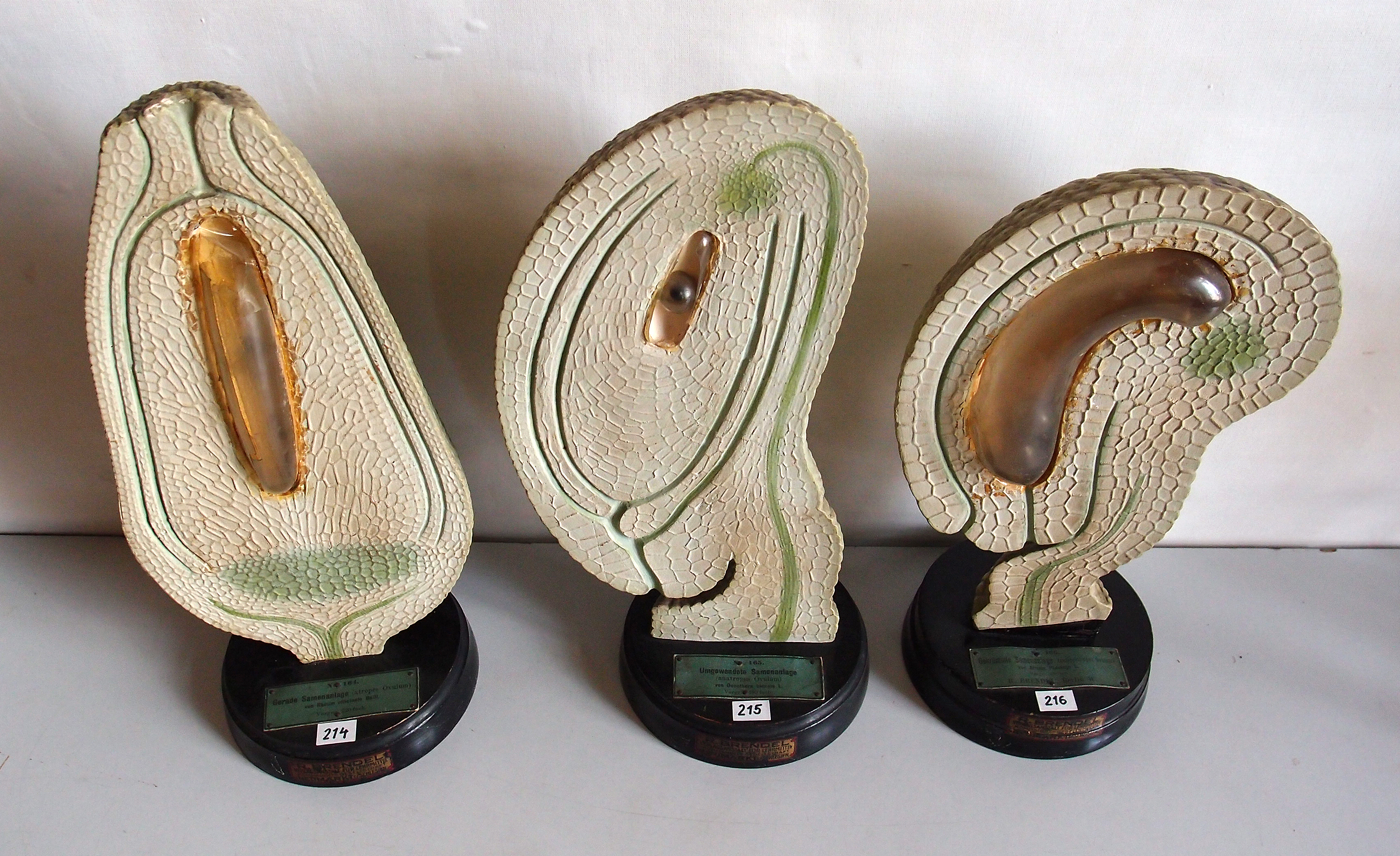
Modelo dos tipos mais comuns de óvulos: da esquerda para a direita, ortótropo, anátropo e campilótropo (Museu Botânico de Greifswald, Alemanha).

A orientação do óvulo pode assumir várias formas, sendo o tipo anátropo o mais comum entre as plantas com flor. Neste tipo de óvulo, o micrópilo quando invertido fica de frente para a placenta e o micrópilo está na posição de baixo e a extremidade calazal na posição superior. Nos tipos anfítropo, campilótropo e ortótropo, também relativamente comuns, o arranjo anátropo é rodado 90 graus no anfítropo e ocorre completamente invertido no ortótropo. Existem algumas situações intermédias menos comuns. Assim, os óvulos das plantas podem ser agrupados consoante a posição relativa do funículo, da calaza e do micrópilo, sendo a classificação mais comum a seguinte:
- Ortótropo (também denominado átropo ou recto) — óvulo em que o funículo, a calaza e o micrópilo se acham alinhados num mesmo plano;
- Anátropo — óvulo que tem o micrópilo próximo do funículo e a calaza do lado oposto, sendo que o funículo está soldado ao tegumento, formando um espessamento alongado, a rafe;
- Campilótropo (também denominado encurvado) — óvulo curvado de forma que a calaza se encontra próxima do funículo;
- Hemianátropo (também denominado hemítropo) — óvulo cuja configuração se situa entre o tipo anátropo e o tipo ortótropo, no qual o eixo do micrópilo e da calaza assume sentido perpendicular ao do eixo do funículo, ou seja, com os eixos formando um ângulo recto entre si;
- Anfítropo — óvulo em  forma de ferradura, com curvatura que também afecta a nucela e não apenas a posição do micrópilo em relação ao funículo;
- Circinótropo — óvulo que inicialmente está alinhado com o funículo e a calaza, mas, devido a crescimento unilateral, se converte em anátropo, embora posteriormente, quando termina o seu desenvolvimento, o micrópilo volte a aparecer alinhado (comum na família Cactaceae).

Entre as angiospermas existem também diferentes padrões de fixação do óvulo, conhecidos por tipos de placentação, incluindo:
- Placentação apical — a placenta está localizada no ápice (topo) do ovário, sendo este simples ou composto;
- Placentação axilar — com dois ou mais carpelos, o ovário é dividido em segmentos radiais com as placentas localizadas em lóculos separados e inseridas ao longo das margens fundidas dos carpelos, sendo que as suturas ventrais dos carpelos convergem no centro do ovário (este tipo ocorre, por exemplo, nos géneros Hibiscus, Citrus e Solanum);
- Placentação basal  — a placenta está inserida na base (parte inferior) do ovário numa protrusão do receptáculo floral (ou tálamo), sendo os carpelos simples ou compostos e o ovário unilocular (ocorre, por exemplo, nos géneros Sonchus e Helianthus);
- Placentação central (ou placentação livre) — placentação derivado do tipo axilar, diferindo desta por as partições são absorvidas, deixando os óvulo livres no eixo central do ovário, o qual é unilocular composto (ocorre, por exemplo, nos géneros Stellaria e Dianthus);
- Placentação marginal — é o tipo mais simples de placentação, com apenas uma placenta alongada de um dos lados do ovário, com os óvulos ligados à linha de fusão das margens do carpelo, que é sempre simples e formando um ovário unilocular (este tipo é típico das leguminosas, sendo exemplo o género Pisum);
- Placentação parietal — placentas inseridas na parede interna de um ovário unilocular não seccionado, correspondendo os pontos de inserção às margens de dois ou mais carpelos fundidos (ocorre, por exemplo, no género Brassica);
- Placentação superficial — semelhante à placentação axilar, mas as placentas estão inseridas nas superfícies internas de um ovário multilocular (ocorre, por exemplo, no género Nymphaea).

### Tipos de embrião
Os embriões podem ser descritos por uma série de termos, incluindo linear (os embriões têm placentação axilar e são mais longos do que largos) ou rudimentares (os embriões são basais e o embrião é minúsculo em relação ao endosperma).